# Sankt Kanzian am Klopeiner See
Sankt Kanzian am Klopeiner See (Sloveens: Škocijan v Podjuni) is een gemeente in de Oostenrijkse deelstaat Karinthië, en maakt deel uit van het district Völkermarkt.

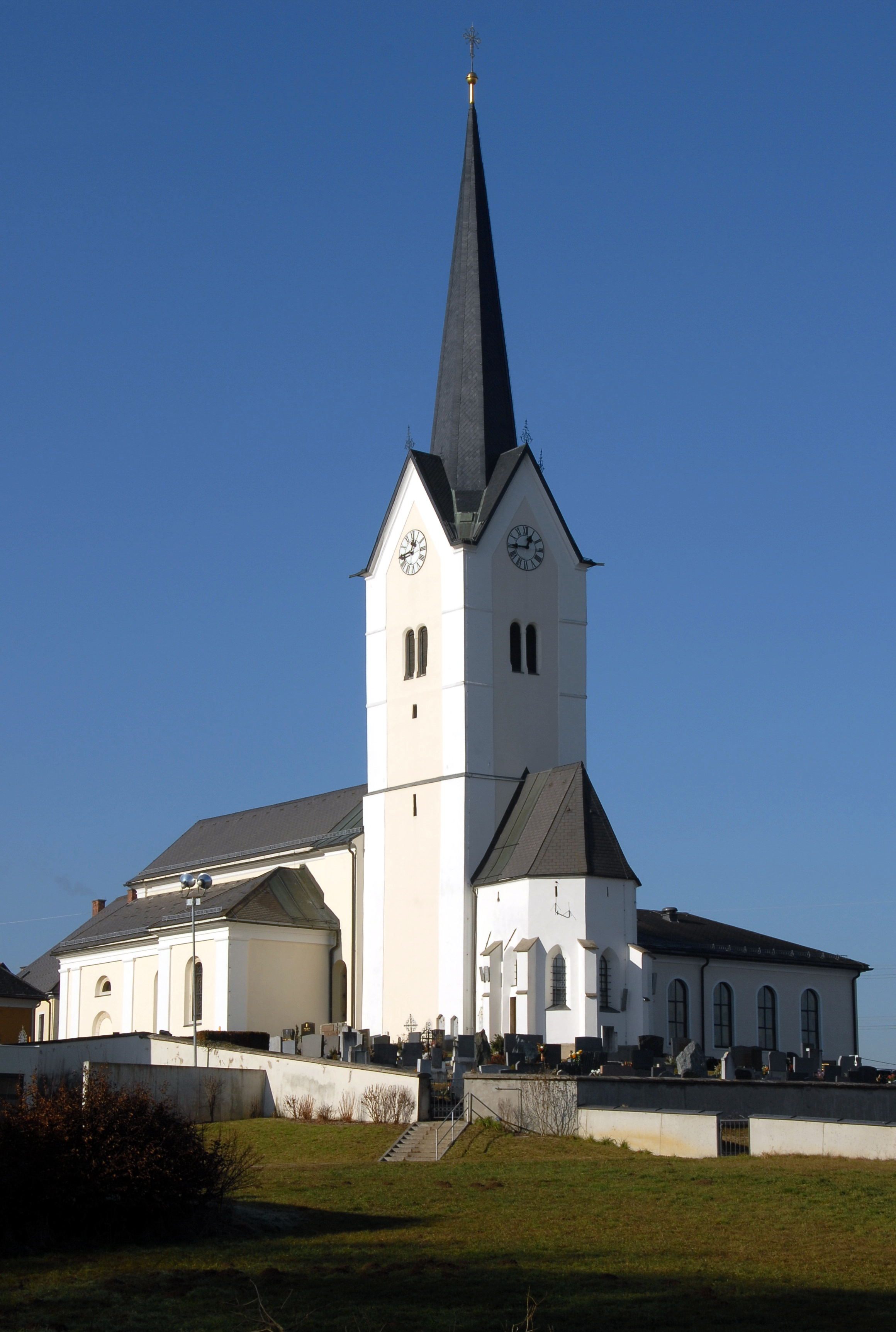
Kerk van Sankt Kanzian

Sankt Kanzian telt 4359 inwoners.

## Geografie

### Ligging
Sankt Kanzian ligt in het Jauntal, ten zuiden van het stuwmeer van Völkermarkt in de Drau. Het dorp ligt op ongeveer 7 kilometer van Völkermarkt. Tot het grondgebied van de gemeente behoren onder andere de Klopeiner See, de Turnersee, de Kleinsee en de Georgiberg.

### Gemeentelijke indeling
Sankt Kanzian am Klopeiner See is in zeven deelgemeentes ingedeeld: Grabelsdorf (Grabalja vas), Lauchenholz (Gluhi les), St. Kanzian (Škocjan), St. Marxen (Šmarkež), St. Veit im Jauntal (Šentvid v Podjuni), Srejach (Sreje) und Stein (Kamen).
Het grondgebied van de gemeente omvat 37 nederzettingen (tussen haakjes:Inwonertal in 2001):
| - Brenndorf (Goreča vas) (57) - Duell (Dole) (15) - Grabelsdorf (Grabalja vas) (155) - Horzach I (Horce pri Škocjanu) (55) - Horzach II (Horce pri Šentvidu) (43) - Kleindorf I (Mala vas pri Škocjanu) (23) - Kleindorf II (Mala vas pri Kamnu) (49) - Klopein (Klopinj) (254) - Lanzendorf (Lancova) (27) - Lauchenholz (Gluhi les) (82) - Littermoos (Zablate) (51) - Mökriach (Mokrije) (34) - Nageltschach (Nagelče) (124) | - Oberburg (Zgornji Podgrad) (13) - Obersammelsdorf (Žamanje) (84) - Oberseidendorf (Zgornji Ždinja vas) (34) - Peratschitzen (Peračija) (130) - Piskertschach (Piskrče) (44) - Saager (Zagorje) (18) - Sankt Kanzian am Klopeiner See (Škocijan v Podjuni) (286) - Sankt Lorenzen (Šentlovrenc) (63) - Sankt Marxen (Šmarkež) (77) - Sankt Primus (Šentprimož) (160) - Sankt Veit im Jauntal (Šentvid v Podjuni) (137) - Schreckendorf (Straša vas) (97) | - Seelach (Selo) (285) - Seidendorf (Ždinja vas) (61) - Sertschach (Srče) (122) - Srejach (Sreje) (178) - Stein im Jauntal (Kamen v Podjuni) (207) - Steinerberg (Kamenska Gora) (51) - Unterburg (Spodnji Podgrad) (348) - Unternarrach (Spodnje Vinare) (67) - Untersammelsdorf (Samožna vas) (31) - Vesielach (Vesele) (80) - Wasserhofen (Žirovnica) (660) - Weitendorf (Betinja vas) (95) |

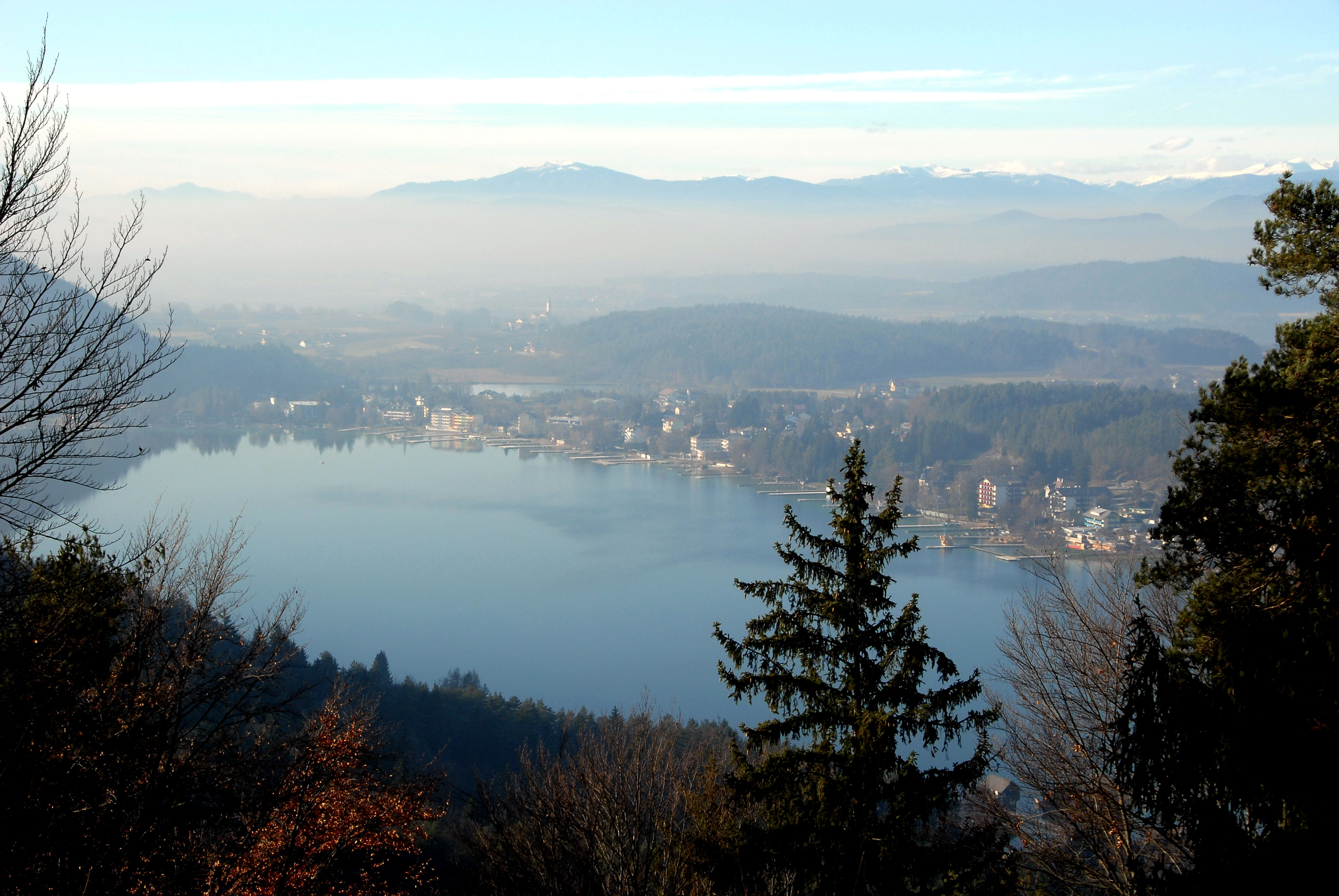
Klopeiner See vanaf de Georgiberg gezien

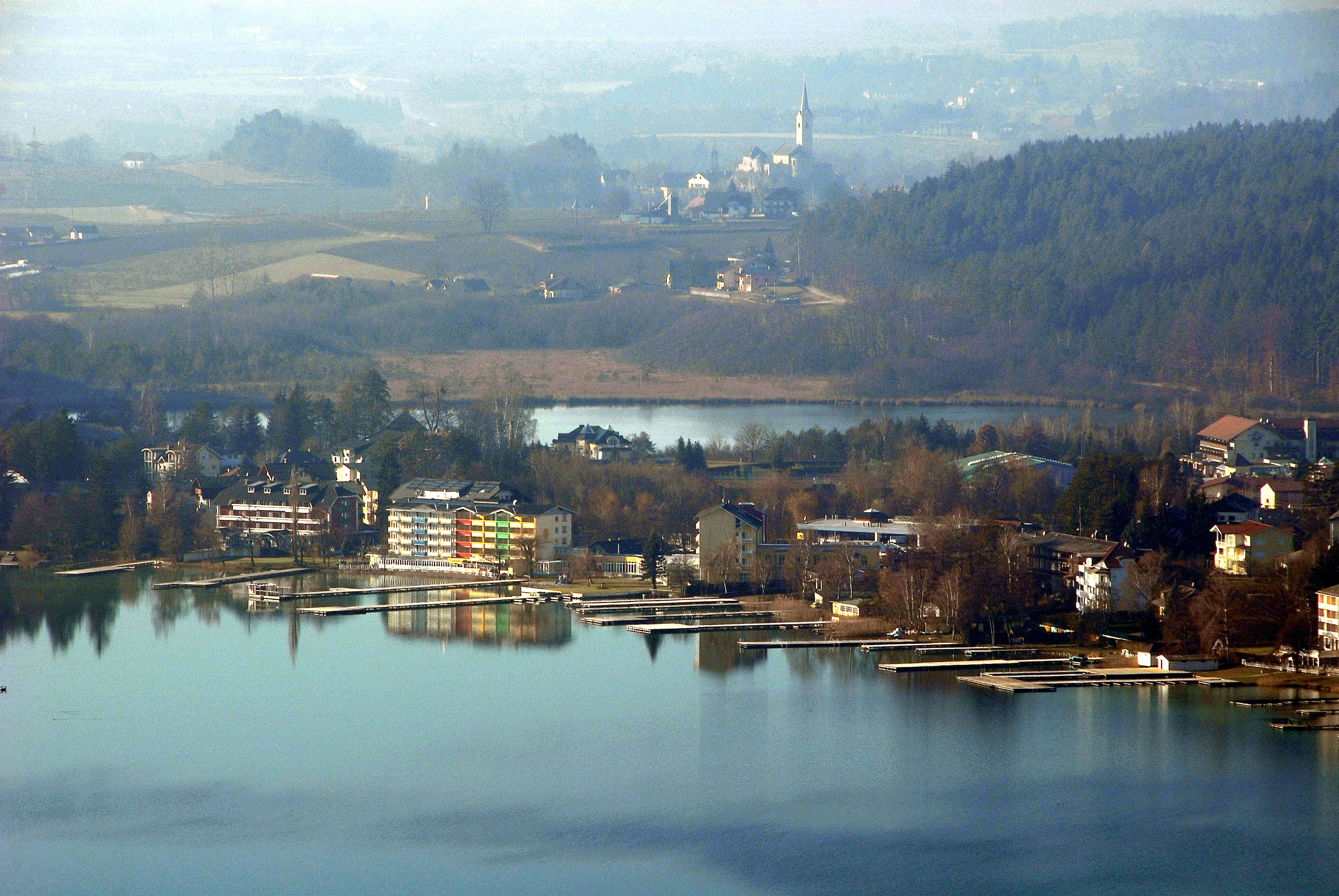
Klopein, Kleinsee en Stein im Jauntal

## Geschiedenis
Door de vondsten van archeologische resten van een nederzetting op de Gracarca uit de periode 900-700 v.Chr. en uit de tijd van de Hallstattcultuur (730-300 v. Chr.), zou Sankt Kanzian mogelijk gebouwd kunnen zijn bij de resten van de hoofdstad van het voormalige Keltische koninkrijk Noricum, dat tussen 300 en 15 v.Chr. bestond. Grafresten uit de late Oudheid (300-590 n. Chr.) en uit de vroege Middeleeuwen wijzen op latere nederzettingen.
De kerk van Sankt Kanzian am Klopeiner See is gewijd aan Kanzius, Kanzian en Kanzianilla, die in het jaar 290 n. Chr. in Aquileia als martelaren stierven. Het ontstaan van de kerk en gemeente van St. Kanzian vond waarschijnlijk reeds plaats in het jaar 1106 toen patriarch Udalricus de kerk van het klooster Eberndorf scheidde.
In het jaar 1866 werd Sankt Kanzian een zelfstandige gemeente, nadat de in 1850 opgerichte gemeente Kühnsdorf werd ontbonden en de drie gemeentes St. Kanzian, Srejach en St. Marxen zich samenvoegden. In 1876 werd Grabelsdorf aan de gemeente toegevoegd. Nadat de gemeente Rückersdorf in 1944 werd ontbonden werden de deelgemeentes Stein, St. Veit en Lauchenholz bij St. Kanzian gevoegd. In 1973 en 2000 werd het grondgebied van de gemeente Sankt Kanzian am Klopeiner See nogmaals gewijzigd.
Tegen het einde van de 19e eeuw ontstond het eerste toerisme aan de Klopeiner See en aan de Turnersee, vooral omdat de eerste een van de warmste meren in Oostenrijk is. Sindsdien gaat het de gemeente economisch gezien voor de wind en werd St. Kanzian een belangrijk toeristenoord.

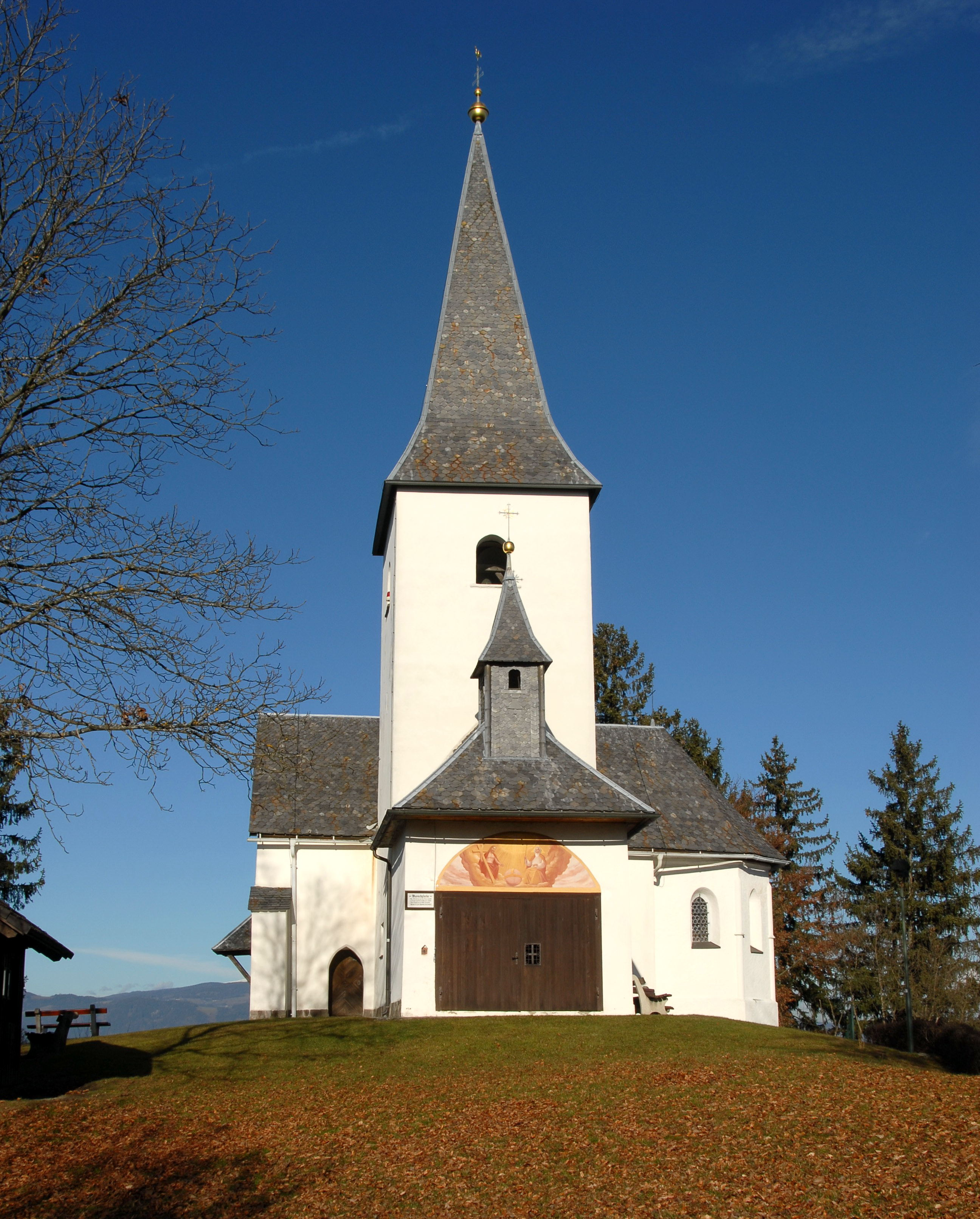
Kerk met de wensklok op de Georgibergl

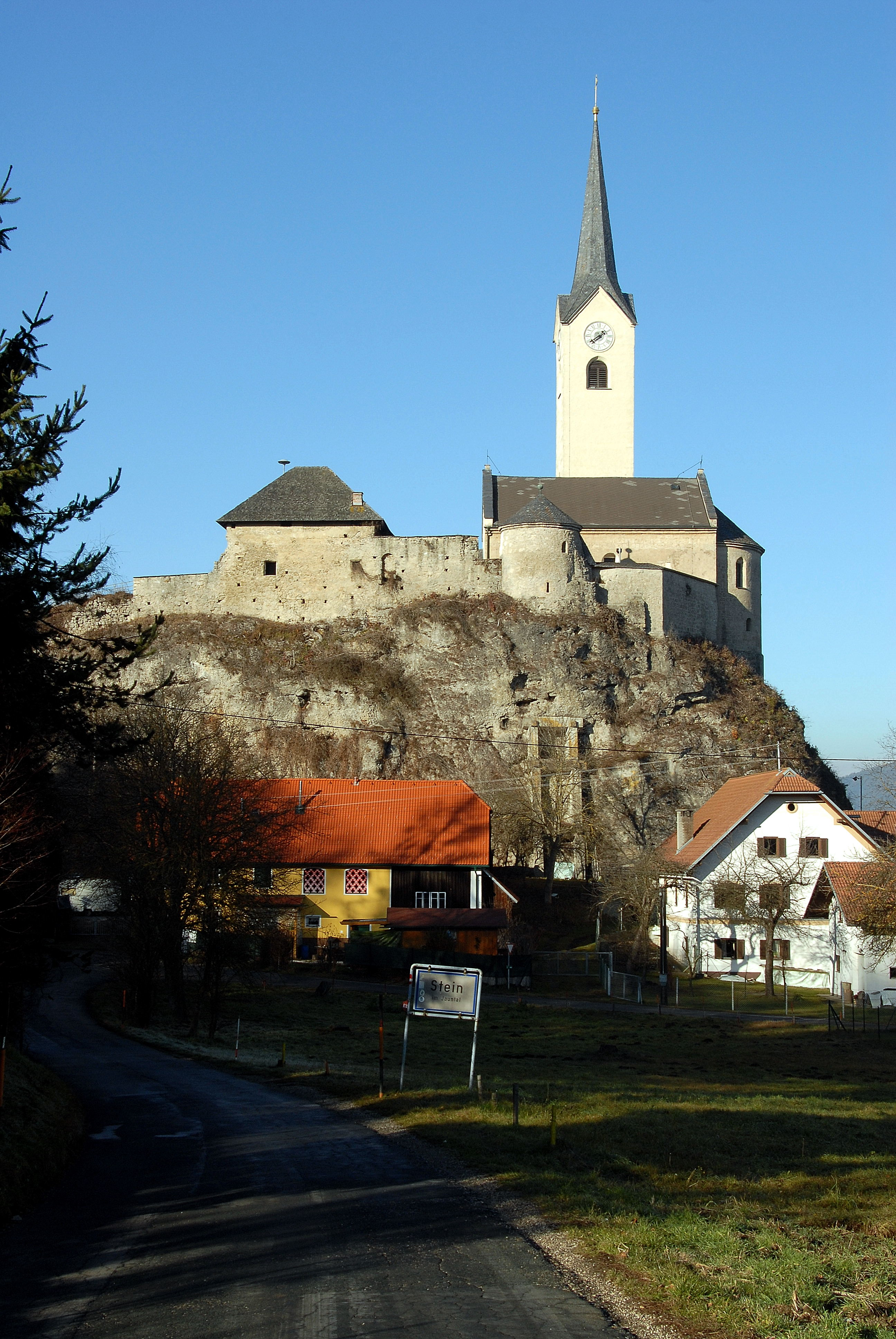
Kerk van de Heilige Laurentius in Stein im Jauntal

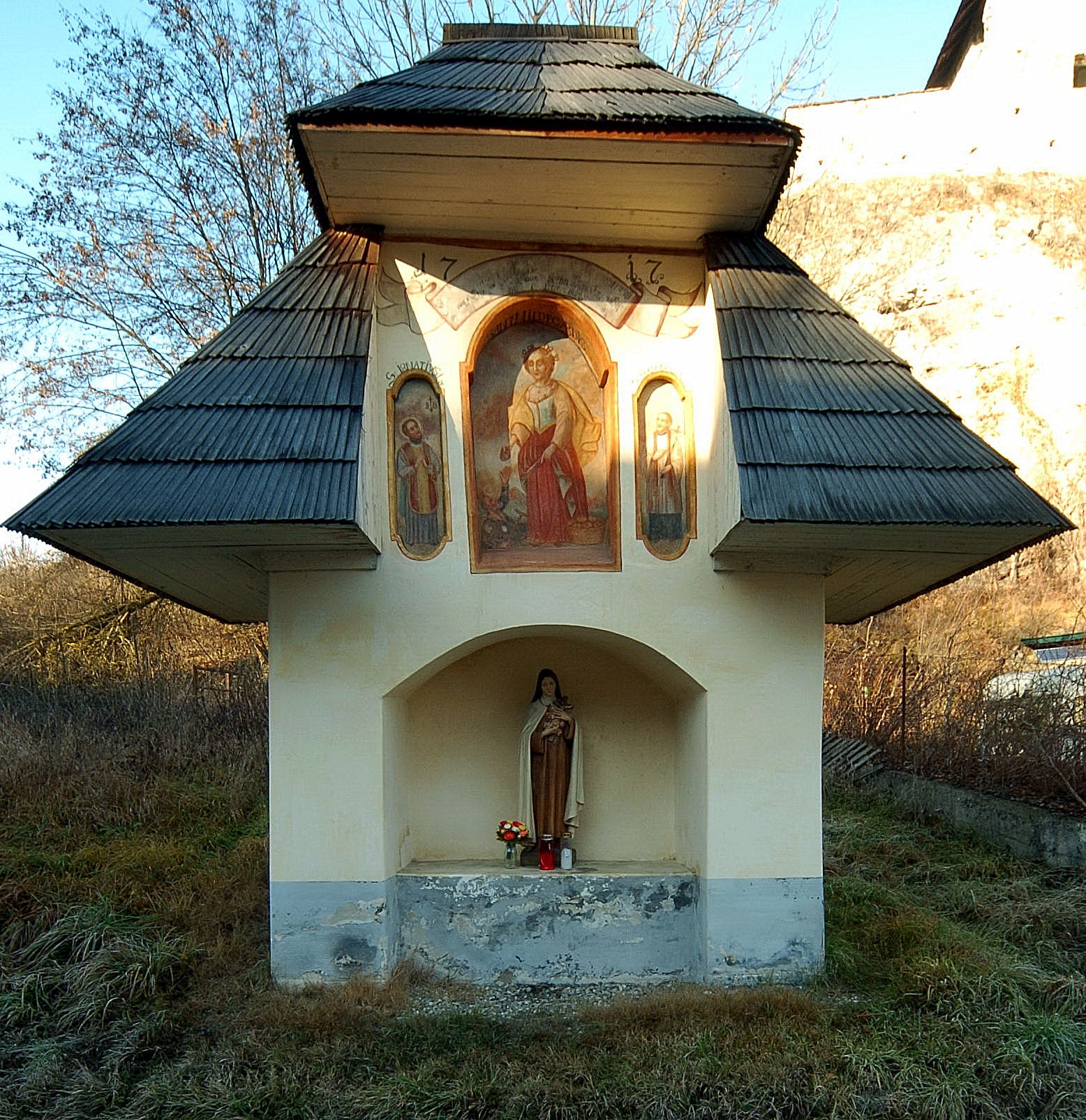
„Großer Hildegardsstock“ in Stein im Jauntal

## Bevolkingssamenstelling en religie
Volgens de volkstelling in 2001 telt de gemeente St. Kanzian am Klopeiner See 4.297 inwoners, waarvan 94,4 % Oostenrijks staatsburger, 1,9 % Bosnisch staatsburger en 1,1 % Duits staatsburger is. 12,8 % van de bevolking maakt deel uit van de zogenaamde Kärntner Slowenen, de sloveenstalige bevolking in het zuiden van Oostenrijk. Volgens een oordeel van het grondwettelijk gerechtshof (Verfassungsgerichtshof) van 26 juni 2006 is het dorp Sankt Kanzian echter niet meer officieel tweetalig, daar het aandeel van de Sloveense minderheid in het hoofddorp van de gemeente onder de 10 % is gezakt.
88 % van de bevolking van Sankt Kanzian am Klopeiner See behoort tot de Rooms-Katholieke Kerk, 3,3% van de bevolking is protestants-evangelisch. Nog eens 2,3 % is aanhanger van de Islam en 4,4 % van de bevolking behoort niet tot een religieuze stroming.

## Cultuur en bezienswaardigheden

### Wandelpad Gracarca
De Gracarca (Sloveens: grad = burcht) is samen met de drie meren en de Georgiberg in het oosten de belangrijkste toeristische trekpleister. De gebieden, vooral ten zuidoosten van de Klopeiner See, zijn zeer dicht bebost. Langs de Gracarca vindt men het zogenaamde Sattnitz-conglomeraat uit het Tertiair. Sinds de jaren 20 van de 20e eeuw worden hier archeologische vondsten gedaan.

### Musea
Op de Gracarca bevindt zich een museum over de Kelten.

### Bijzondere bouwwerken
- De kerk van de H. Kanzian was een kerk van het patriarchaat van Aquileia. De kerk wordt voor het eerst genoemd in 1106 en is oorspronkelijk een romaans bouwwerk. Later zijn er gotische elementen aan toegevoegd.
- De kerk van de heilige Laurentius in Stein, voor het eerst in 1238 genoemd, was een deel van een middeleeuwse burcht uit de 12e eeuw. Deze werd in het jaar 1458 verwoest. Nu resten noch slechts de ruïnes van de verdedigingswerken.
- Kerk van de heilige Margareta in Stein. Het kerkje behorende bij de begraafplaats ligt in het dal.
- De „Große Hildegardsstock“ bij de kerkheuvel van Stein, ter ere van gravin Hildegard von Stein, vrouw van graaf Albuin uit het geslacht der Aribonen en moeder van bisschop Albuin van Brixen (975-1006). In het altaar bevindt zich een figuur van de heilige karmelietesse Teresia van Avila. Daarboven is Hildegard te midden van twee Jezuïetenheiligen afgebeeld. De schilderingen stammen uit het jaar 1717.
- Het 'Wunschglöcklein' (wensklokje) op de Georgibergl. In de vierkante toren aan de zuidzijde van de kleine kerk bevindt zich het zogenaamde 'Wunschglöcklein'. Volgens de overlevering gingen vroeger maagden, die een man wilden hebben, op weg naar de Sankt Georgs-Kirche. Als zij het klokje luidden en daarbij baden om de vervulling van hun wens, zou de heilige Georg hen dan snel een man brengen.

## Geboren in Sankt Kanzian
- Janko Ferk (1958), Oostenrijks-Sloveense rechter en schrijver

Bleiburg ·
Diex ·
Eberndorf ·
Eisenkappel-Vellach ·
Feistritz ob Bleiburg ·
Gallizien ·
Globasnitz ·
Griffen ·
Neuhaus ·
Ruden ·
Sankt Kanzian am Klopeiner See ·
Sittersdorf ·
Völkermarkt
- Gemeinsame Normdatei: 4526911-7
- Nationale Bibliotheek van Tsjechië: ge369118
- Virtual International Authority File: 248272171